# Akipress
Akipress ist eine unabhängige Nachrichtenagentur aus Kirgisistan mit Hauptsitz in Bischkek.

## Ausrichtung
Die Nachrichtenagentur mit 55 Mitarbeitern hat sich insbesondere auf Nachrichten aus Zentralasien spezialisiert. In der Region, die von autoritären Regimen und stark eingeschränkter Pressefreiheit geprägt ist, stellt Akipress als unabhängige Nachrichtenagentur eine Ausnahme dar. Auch die wichtigsten Ereignisse aus aller Welt werden von Akipress beleuchtet. Die Nachrichtenagentur betreibt eine Internetseite, auf der die Nachrichten auf Russisch und Englisch abgerufen werden können.